# Wildmarke
Die Wildmarke ist eine 2010 eingeführte, nur einmalig verwendbare Kennzeichnung für erlegtes Wild nach der Verordnung über Anforderungen an die Hygiene beim Herstellen, Behandeln und Inverkehrbringen von bestimmten Lebensmitteln tierischen Ursprungs (Tierische Lebensmittel-Hygieneverordnung – Tier-LMHV) und Voraussetzung für das Inverkehrbringen von Wildbret von potentiell trichinentragenden Tieren (Wildschwein, Dachs) für den menschlichen Verzehr. Sie weist, zusammen mit dem Wildursprungsschein, eindeutig die Zusammengehörigkeit von Wildstück und Trichinenprobe im Rahmen der Trichinenuntersuchung nach § 4a Tier-LMHV nach.
Die Wildmarke ist meist als Plastikkarte ausgefertigt, welche unentfernbar am Wildstück angebracht werden muss, bei verwertbaren Stücken meist am Brustkorb. Der Gesetzgeber hat auch die Möglichkeit einer digitalen Wildmarke geschaffen. Diese muss auf einem Träger aufgebracht sein, der mit einer Plombe zur Anbringung der Wildmarke am Wildkörper versehen ist. Sie muss aber auch ohne technische Hilfsmittel für einen Menschen optisch lesbare Informationen tragen (§ 4a, Abs. 2). Die Nummer der Wildmarke muss auf dem Wildursprungsschein eingetragen werden.
Wildmarken und Wildursprungsscheine werden von der Unteren Jagdbehörde an den Jagdausübungsberechtigten abgegeben.